# L'Affaire Amy Fisher : Désignée coupable
Pour plus de détails, voir Fiche technique et Distribution.
L'Affaire Amy Fisher : Désignée coupable (Casualties of Love : The Long Island Lolita Story) est un téléfilm américain de 1993 réalisé par John Herzfeld. Le téléfilm est basé sur l'histoire vraie d'Amy Fisher et de Joey Buttafuoco interprétés respectivement par Alyssa Milano et Jack Scalia.
Il fut produit par CBS, et diffusé sur la chaîne en même temps qu'un autre téléfilm basé sur les mêmes faits, L'Affaire Amy Fisher, produit par ABC, où le rôle-titre interprété par Drew Barrymore. 
Un autre téléfilm a été tourné, Amy Fisher: My Story, avec Noelle Parker.

## Synopsis
À l'hôpital, une Mary Jo gravement blessée informe Joey et les détectives que son agresseur possédait son t-shirt d'atelier de réparation. Joey réalise alors qu'Amy a tiré sur Mary Jo. Après son arrestation, Amy affirme qu'elle et Joey ont tous deux conspiré pour tuer Mary Jo, leur permettant de passer leur vie ensemble. Joey nie toutes les affirmations d'Amy et jure aux policiers qu'il n'a jamais été impliqué avec elle. Dans les médias, Joey est fréquemment mentionné comme une tromperie et un conspirateur, amenant même Mary Jo à interroger son mari.
Même s'il lui est conseillé de ne pas se présenter aux médias, Joey décide de faire un rapport officiel après que les médias ont publié une sex tape d'Amy et d'un mec. On prétend que Joey l'a forcée à se prostituer et que un des gars de la bande était l'un de ses clients. En prison, Amy continue de faire des déclarations d'amour à Joey, maintenant par le biais de lettres. Pendant le procès, la caution d'Amy est fixée à 2 millions de dollars, la plus élevée de l'histoire de l'État de New York, et Joey est terni par les journalistes. Il essaie de soutenir sa femme, mais Mary Jo est troublée par toutes les "preuves" qui arrivent au tribunal, "prouvant" que Joey est coupable. Elle lui reproche de ne pas pouvoir la protéger, bien qu'elle ne le quitte pas.
En août 1992, la caution d'Amy est versée par un réseau de télévision travaillant à adapter son histoire. La vie de Joey s'effondre davantage lorsqu'il est informé que toute la famille Buttafuoco perdra l'atelier de réparation automobile s'il est prouvé qu'il a eu une liaison avec Amy (la pression provoque une crise cardiaque de son père). Les Buttafuocos veulent autoriser Amy à négocier un plaidoyer, sinon son avocat détruira l'entreprise familiale. Même si Mary Jo s'oppose à la situation, rappelant à sa famille qu'elle est la victime ici, Amy se voit accorder un marché au tribunal : elle écopera de 5 à 15 ans pour "agression imprudente". Les plaidoyers de "tentative de meurtre" entre autres sont abandonnés, de sorte que le D.A. peut venir après Joey Buttafuoco pour viol statutaire. Peu de temps après, une cassette vidéo est diffusée dans laquelle Amy se vante de son plaidoyer et demande à Paul de l'épouser. La bande permet aux Buttafuocos d'effacer leur nom, tandis qu'Amy écope de la peine maximale de 15 ans de prison.

## Fiche technique
- Titre original : Casualties of Love : The Long Island Lolita Story
- Titre français : L'Affaire Amy Fisher : Désignée coupable
- Réalisation : John Herzfeld
- Scénario : John Herzfeld
- Photographie : Karl Walter Lindenlaub
- Production : Vahan Moosekian, Diane Sokolow, Judith Verno
- Pays d'origine :  États-Unis
- Langue : Anglais
- Durée : 96 minutes
- Date de sortie : 3 janvier 1993 (USA)

## Distribution
- Jack Scalia (VF : Nicolas Marié) - Joseph « Joey » Buttafuoco
- Alyssa Milano (VF : Anne Rondeleux) - Amy Fisher
- Phyllis Lyons - Mary Jo Buttafuoco
- Leo Rossi - Bobby Buttafuoco
- J.E. Freeman (VF : Jean-Luc Kayser) - Détective Marty Algar
- Peter Van Norden (VF : Marc De Georgi) - L'avocat de Joey
- Lawrence Tierney (VF : Edmond Bernard) - Père de Joey
- Michael Bowen - Paul Makely
- Jack Kehler - Elliot Fisher
- Jeff Perry - L'avocat d'Amy